# Altagore Cashel
Das Altagore Cashel oder Dun von Altagore (irisch Alt an Ghabhair – deutsch „Talwand der Ziege“) liegt westlich der Küstenstraße von Cushendun nach Ballycastle, etwa 2,0 km nördlich von Cushendun im County Antrim in Nordirland.
Der Innendurchmesser des ovalen Duns beträgt etwa 15,6 auf 17,1 Meter und das Trockenmauerwerk des Rundbaus überlebte stellenweise bis zu einer Höhe von etwa 2,4 Metern. Es gibt Reste einer Treppe die auf die Mauer führte.
Es hat einen durch Versturz aufgeweiteten Zugang im Osten und im Norden ein intramurales Souterrain das jedoch zusammengebrochen und mit Steinen blockiert ist. Das Cashel ist eines der kleinsten Steinforts überhaupt, aber das besterhaltene in der Grafschaft Antrim.
Cashels werden auf der irischen Insel regional auch als Caher, Cathair oder Dun oder allgemeiner als Steinfort (englisch Stonefort) bezeichnet. Es handelt sich zumeist um runde, unregelmäßige, oft auch ovale Einhegungen. Ihre Datierung und Funktion sind ähnlich den aus Gräben und Erdwällen bestehenden Raths. Sie werden nur sehr selten von Gräben umschlossen. Während Raths in den übrigen Landschaften vorkommen, kommen die Cashels dort vor, wo Gräben schwierig anzulegen sind aber Steinmaterial zur Verfügung steht.
Das Passage Tomb von Cross liegt auf einem Hügel im Townland Cross bei Cushendun.
Altagore Cashel ist ein Scheduled Monument.
Südlicher liegt die Steinreihe von Ballycleagh.